# Hå
Hå è un comune norvegese della contea di Rogaland.